# Sergio Sendel
Sergio Sendel este un actor de origine mexicană.